# Up Close and Personal (Angie Martinez)
Up Close and Personal è il primo album in studio della rapper statunitense Angie Martinez, pubblicato nel 2001.

## Tracce
1. Heart And Soul (Interlude) (feat. Jeffrey Spence) – 0:27
2. New York, New York (feat. Prodigy & DJ Clue) – 4:12
3. Every Little Girl (feat. The Product G&B) – 4:30
4. Coast 2 Coast (Suavemente) (feat. Wyclef Jean) – 3:26
5. Ladies & Gents (feat. Snoop Dogg) – 4:19
6. Gutter 2 The Fancy Shit (feat. Busta Rhymes) – 1:56
7. Back From Cuba (Interlude) (feat. Cuban Link) – 0:38
8. Live At Jimmy's (feat. Big Pun, Cuban Link, Domingo & Sunkiss) – 5:36
9. Silly Niggaz (Interlude) (feat. Uneek) – 2:16
10. No Playaz (feat. Lil' Mo & Tony Sunshine) – 4:19
11. Breathe (feat. Mary J. Blige & La India) – 3:32
12. Live From The Streets (feat. Jadakiss, Styles P, Beanie Sigel, Brett & Kool G Rap) – 4:30
13. Go!! (Muthafucka) – 4:19
14. Thug Love (feat. Fat Joe & Layzie Bone) – 3:45
15. Mi Amor (feat. Jay-Z) – 2:57
16. Ladies Fight (Interlude) (feat. Cocoa Chanelle & DJ Jazzy Joyce) – 0:59
17. Dem Thangz (feat. Pharrell & Q-Tip) – 4:17
18. Coast 2 Coast (Suavemente - Remix) (feat. Wyclef Jean)/No Playaz (Remix) (feat. Lil' Mo & Tony Sunshine) – 8:12